# A Fidzsi-szigetek az 1968. évi nyári olimpiai játékokon
A Fidzsi-szigetek a mexikói Mexikóvárosban megrendezett 1968. évi nyári olimpiai játékok egyik részt vevő nemzete volt. Az országot az olimpián 1 sportágban 1 sportoló képviselte, aki érmet nem szerzett.

## Atlétika
Férfi
| Versenyző    | Versenyszám   | Selejtező | Selejtező | Döntő    | Döntő    |
| Versenyző    | Versenyszám   | Eredmény  | Helyezés  | Eredmény | Helyezés |
| ------------ | ------------- | --------- | --------- | -------- | -------- |
| Viliame Liga | Gerelyhajítás | 62,32 m   | 25.       | kiesett  | kiesett  |